# 선드라 커리
선드라 커리(Sondra Currie, 1947년 1월 11일 ~ )는 미국의 배우, 텔레비전 배우, 영화배우이다.
로스앤젤레스에서 태어났다.

## 영화
- 행오버3 (2013년) - 린다 가너 역
- 행오버 2 (2011년) - 린다 가너 역
- 멘탈 (2009년)
- 더 행오버 (2009년) - 린다 가너 역
- 아빠의 로맨스 (2005년)
- 여비서 (1995년)
- 크리미널 인텐트 (1992년)
- 더 콘크리트 정글 (1982년)
- 달리는 사이먼 (1981년)
- 여간수 (1974년)